# 加布里埃尔·兰德斯科格
加布里埃尔·兰德斯科格（瑞典語：Gabriel Landeskog，1992年11月23日—），瑞典男子冰球运动员。他曾代表瑞典参加2014年冬季奥林匹克运动会冰球比赛，获得一枚银牌。他也曾获得2013年和2017年世界男子冰球锦标赛冠军。